# Giovanni Falcone

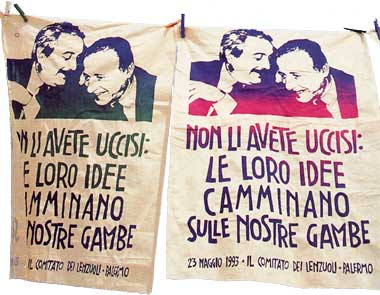
Giovanni Falcone (balra) és Paolo Borsellino (jobbra) a Falcone meggyilkolásának első évfordulójára rendezett tüntetés demonstrációs transzparensein: „Nem gyilkoltátok meg őket, ideáik a mi lábunkon járnak (tovább)”

Giovanni Falcone (Palermo, 1939. május 18. – Palermo, 1992. május 23.) olasz bíró, akit feleségével és három kísérőjével együtt a capaci merényletben a Cosa Nostra meggyilkolt.
Kollégájával és barátjával, Paolo Borsellinóval együtt őt tartják az olasz és a nemzetközi maffiaellenes küzdelem két legfontosabb és legismertebb alakjának.

## Élete
Palermo „Kalsa” nevű városnegyedében született Paolo Borsellinóhoz, barátjához és kollégájához, valamint néhány maffiózóhoz hasonlóan (beleértve Tommaso Buscettát is, aki a legjelentősebb „pentito” (megtért bűnös) volt, azaz az igazságszolgáltatással együttműködő bűnöző). 1961-ben jogtudományból szerzett diplomát a Palermói Egyetemen. Bíró pályafutása előtt rövid ideig a Livornói Tengerészeti Akadémián gyűjtött tapasztalatot.
Nevét a Falcone-Borsellino nemzetközi repülőtér őrzi.

## Családja
Szülei Arturo Falcone (1904–1976) és Luisa Bentivegna (1907–1982). Felesége Francesca Morvillo, az egyetlen bírónő, aki Olaszországban gyilkosság áldozata lett. Két lánytestvére van, Maria és Anna.